# Grand Prix Formule 1 van Nederland 2022
De Grand Prix Formule 1 van Nederland 2022 werd verreden op 4 september op het Circuit Zandvoort. Het was de vijftiende race van het seizoen.

## Vrije trainingen

### Uitslagen
- Enkel de top vijf wordt weergegeven.

| Vrije training 1 | Pos. | Nr. | Coureur          | Constructeur         | Tijd     |
| ---------------- | ---- | --- | ---------------- | -------------------- | -------- |
| Vrije training 1 | 1    | 63  | George Russell   | Mercedes             | 1:12.455 |
| Vrije training 1 | 2    | 44  | Lewis Hamilton   | Mercedes             | 1:12.695 |
| Vrije training 1 | 3    | 55  | Carlos Sainz jr. | Ferrari              | 1:12.845 |
| Vrije training 1 | 4    | 4   | Lando Norris     | McLaren-Mercedes     | 1:12.929 |
| Vrije training 1 | 5    | 3   | Daniel Ricciardo | McLaren-Mercedes     | 1:13.077 |
| Vrije training 2 | Pos. | Nr. | Coureur          | Constructeur         | Tijd     |
| Vrije training 2 | 1    | 16  | Charles Leclerc  | Ferrari              | 1:12.345 |
| Vrije training 2 | 2    | 55  | Carlos Sainz jr. | Ferrari              | 1:12.349 |
| Vrije training 2 | 3    | 44  | Lewis Hamilton   | Mercedes             | 1:12.417 |
| Vrije training 2 | 4    | 4   | Lando Norris     | McLaren-Mercedes     | 1:12.448 |
| Vrije training 2 | 5    | 63  | George Russell   | Mercedes             | 1:12.655 |
| Vrije training 3 | Pos. | Nr. | Coureur          | Constructeur         | Tijd     |
| Vrije training 3 | 1    | 16  | Charles Leclerc  | Ferrari              | 1:11.632 |
| Vrije training 3 | 2    | 63  | George Russell   | Mercedes             | 1:11.698 |
| Vrije training 3 | 3    | 1   | Max Verstappen   | Red Bull Racing-RBPT | 1:11.793 |
| Vrije training 3 | 4    | 55  | Carlos Sainz jr. | Ferrari              | 1:11.971 |
| Vrije training 3 | 5    | 44  | Lewis Hamilton   | Mercedes             | 1:12.156 |

## Kwalificatie
Max Verstappen behaalde de zeventiende pole position in zijn carrière.
| Pos.                                        | Nr. | Coureur          | Constructeur          | Kwalificatietijden | Kwalificatietijden | Kwalificatietijden | Grid |
| Pos.                                        | Nr. | Coureur          | Constructeur          | Q1                 | Q2                 | Q3                 | Grid |
| ------------------------------------------- | --- | ---------------- | --------------------- | ------------------ | ------------------ | ------------------ | ---- |
| 1                                           | 1   | Max Verstappen   | Red Bull Racing-RBPT  | 1:11.317           | 1:10.927           | 1:10.342           | 1    |
| 2                                           | 16  | Charles Leclerc  | Ferrari               | 1:11.443           | 1:10.988           | 1:10.363           | 2    |
| 3                                           | 55  | Carlos Sainz jr. | Ferrari               | 1:11.767           | 1:10.814           | 1:10.434           | 3    |
| 4                                           | 44  | Lewis Hamilton   | Mercedes              | 1:11.331           | 1:11.075           | 1:10.648           | 4    |
| 5                                           | 11  | Sergio Pérez     | Red Bull Racing-RBPT  | 1:11.641           | 1:11.314           | 1:11.077           | 5    |
| 6                                           | 63  | George Russell   | Mercedes              | 1:11.561           | 1:10.824           | 1:11.147           | 6    |
| 7                                           | 4   | Lando Norris     | McLaren-Mercedes      | 1:11.556           | 1:11.116           | 1:11.174           | 7    |
| 8                                           | 47  | Mick Schumacher  | Haas-Ferrari          | 1:11.741           | 1:11.420           | 1:11.442           | 8    |
| 9                                           | 22  | Yuki Tsunoda     | AlphaTauri-RBPT       | 1:11.427           | 1:11.428           | 1:12.556           | 9    |
| 10                                          | 18  | Lance Stroll     | Aston Martin-Mercedes | 1:11.568           | 1:11.416           | Geen tijd          | 10   |
| 11                                          | 10  | Pierre Gasly     | AlphaTauri-RBPT       | 1:11.705           | 1:11.512           |                    | 11   |
| 12                                          | 31  | Esteban Ocon     | Alpine-Renault        | 1:11.748           | 1:11.605           |                    | 12   |
| 13                                          | 14  | Fernando Alonso  | Alpine-Renault        | 1:11.667           | 1:11.613           |                    | 13   |
| 14                                          | 24  | Zhou Guanyu      | Alfa Romeo-Ferrari    | 1:11.826           | 1:11.704           |                    | 14   |
| 15                                          | 23  | Alexander Albon  | Williams-Mercedes     | 1:11.695           | 1:11.802           |                    | 15   |
| 16                                          | 77  | Valtteri Bottas  | Alfa Romeo-Ferrari    | 1:11.961           |                    |                    | 16   |
| 17                                          | 3   | Daniel Ricciardo | McLaren-Mercedes      | 1:12.081           |                    |                    | 17   |
| 18                                          | 20  | Kevin Magnussen  | Haas-Ferrari          | 1:12.319           |                    |                    | 18   |
| 19                                          | 5   | Sebastian Vettel | Aston Martin-Mercedes | 1:12.391           |                    |                    | 19   |
| 20                                          | 6   | Nicholas Latifi  | Williams-Mercedes     | 1:13.353           |                    |                    | 20   |
| Q1 107% tijd: 1:16.309 (Bron: formula1.com) |     |                  |                       |                    |                    |                    |      |

## Wedstrijd
Max Verstappen behaalde de dertigste Grand Prix-overwinning in zijn carrière.
| Pos.               | Nr. | Coureur          | Constructeur          | Rondes | Tijd / Oorzaak Uitval | Grid | Punten |
| ------------------ | --- | ---------------- | --------------------- | ------ | --------------------- | ---- | ------ |
| 1                  | 1   | Max Verstappen   | Red Bull Racing-RBPT  | 72     | 1:36:42.773           | 1    | 26S    |
| 2                  | 63  | George Russell   | Mercedes              | 72     | +4.071                | 6    | 18     |
| 3                  | 16  | Charles Leclerc  | Ferrari               | 72     | +10.929               | 2    | 15     |
| 4                  | 44  | Lewis Hamilton   | Mercedes              | 72     | +13.016               | 4    | 12     |
| 5                  | 11  | Sergio Pérez     | Red Bull Racing-RBPT  | 72     | +18.168               | 5    | 10     |
| 6                  | 14  | Fernando Alonso  | Alpine-Renault        | 72     | +18.754               | 13   | 8      |
| 7                  | 4   | Lando Norris     | McLaren-Mercedes      | 72     | +19.306               | 7    | 6      |
| 8                  | 55  | Carlos Sainz jr. | Ferrari               | 72     | +20.916 *1            | 3    | 4      |
| 9                  | 31  | Esteban Ocon     | Alpine-Renault        | 72     | +21.117               | 12   | 2      |
| 10                 | 18  | Lance Stroll     | Aston Martin-Mercedes | 72     | +22.459               | 10   | 1      |
| 11                 | 10  | Pierre Gasly     | AlphaTauri-RBPT       | 72     | +27.009               | 11   |        |
| 12                 | 23  | Alexander Albon  | Williams-Mercedes     | 72     | +30.390               | 15   |        |
| 13                 | 47  | Mick Schumacher  | Haas-Ferrari          | 72     | +32.995               | 8    |        |
| 14                 | 5   | Sebastian Vettel | Aston Martin-Mercedes | 72     | +36.007 *2            | 19   |        |
| 15                 | 20  | Kevin Magnussen  | Haas-Ferrari          | 72     | +36.869               | 18   |        |
| 16                 | 24  | Zhou Guanyu      | Alfa Romeo-Ferrari    | 72     | +37.320               | 14   |        |
| 17                 | 3   | Daniel Ricciardo | McLaren-Mercedes      | 72     | +37.764               | 17   |        |
| 18                 | 6   | Nicholas Latifi  | Williams-Mercedes     | 71     | +1 ronde              | 20   |        |
| DNF                | 72  | Valtteri Bottas  | Alfa Romeo-Ferrari    | 53     | Motor                 | 16   |        |
| DNF                | 22  | Yuki Tsunoda     | AlphaTauri-RBPT       | 43     | Differentieel         | 9    |        |
| Bron: formula1.com |     |                  |                       |        |                       |      |        |

S Max Verstappen reed voor de eenentwintigste keer in zijn carrière een snelste ronde en behaalde hiermee een extra punt.

*1 Carlos Sainz jr. eindigde de wedstrijd als vijfde maar kreeg en tijdstraf van vijf seconden omdat Ferrari Sainz bij de pitstop niet op een veilige manier liet vertrekken.

*2 Sebastian Vettel eindigde de wedstrijd als dertiende maar kreeg en tijdstraf van vijf seconden voor het negeren van blauwe vlaggen.

## Tussenstanden wereldkampioenschap
Betreft tussenstanden voor het wereldkampioenschap na afloop van de race.

### Coureurs
| Pos. | Nr. | Coureur          | Constructeur         | Punten |
| ---- | --- | ---------------- | -------------------- | ------ |
| 1    | 1   | Max Verstappen   | Red Bull Racing-RBPT | 310    |
| 2    | 16  | Charles Leclerc  | Ferrari              | 201    |
| 3    | 11  | Sergio Pérez     | Red Bull Racing-RBPT | 201    |
| 4    | 63  | George Russell   | Mercedes             | 188    |
| 5    | 55  | Carlos Sainz jr. | Ferrari              | 175    |
| 6    | 44  | Lewis Hamilton   | Mercedes             | 158    |
| 7    | 4   | Lando Norris     | McLaren-Mercedes     | 82     |
| 8    | 31  | Esteban Ocon     | Alpine-Renault       | 66     |
| 9    | 14  | Fernando Alonso  | Alpine-Renault       | 59     |
| 10   | 77  | Valtteri Bottas  | Alfa Romeo-Ferrari   | 46     |

### Constructeurs
| Pos. | Constructeur          | Punten |
| ---- | --------------------- | ------ |
| 1    | Red Bull Racing-RBPT  | 511    |
| 2    | Ferrari               | 376    |
| 3    | Mercedes              | 346    |
| 4    | Alpine-Renault        | 125    |
| 5    | McLaren-Mercedes      | 101    |
| 6    | Alfa Romeo-Ferrari    | 51     |
| 7    | Haas-Ferrari          | 34     |
| 8    | AlphaTauri-RBPT       | 29     |
| 9    | Aston Martin-Mercedes | 25     |
| 10   | Williams-Mercedes     | 4      |